# Schweiz' fodboldlandshold
Schweiz' fodboldlandshold (tysk: Schweizer Fussballnationalmannschaft, fransk: Équipe de Suisse de football, italiensk: Nazionale di calcio della Svizzera, rætoromansk: Squadra naziunala da ballape da la Svizra) er det nationale fodboldhold i Schweiz, og landsholdet bliver administreret af Association Suisse de Football. Holdet har deltaget 11 gange i VM og fem gange i EM.

## Historie
Schweiz spillede sin første landskamp den 12. februar 1905, hvor man tabte 1-0 til Frankrig. Landets hidtil største præstation kom ved holdets allerførste slutrunde, da holdet vandt sølv ved OL i 1924 i Paris, efter finalenederlag til Uruguay. Holdet var også med ved OL i 1928.
1930'erne blev et succesfuldt årti for schweizerne, der ved både VM i 1934 i Italien og VM i 1938 i Frankrig nåede kvartfinalerne. Samme præstation opnåede man ved VM i 1954, som man selv var vært for. Denne turnering blev vundet af Vesttyskland. De gode præstationer fra de tidlige VM-slutrunder kunne dog ikke følges op, og selvom holdet kvalificerede sig til VM i både 1962 og 1966, måtte man forlade begge slutrunder efter at have tabt alle tre kampe i det indledende gruppespil.
Schweiz skulle frem til VM i 1994 i USA, før landsholdet igen var med ved en slutrunde. Her gik man videre fra sin indledende runde med USA, Colombia og Rumænien, men blev i 1/8-finalen besejret af Spanien. Ved EM i 1996 kunne man ikke følge op på en flot åbningskamp, hvor man fik 1-1 mod værtsnationen England, og blev slået ud efter gruppespillet. Blandt holdets store profiler på holdet på dette var forsvarsstyrmanden Alain Geiger og Borussia Dortmund-angriberen Stephane Chapuisat.
Efter årtusindskiftet har schweizerne bidt sig fast som slutrundedeltager, og har siden EM i 2004 været fast deltager ved alle de store turneringer. Med profiler som Alexander Frei, Philippe Senderos og Hakan Yakin på holdet formåede holdet blandt andet at blive slået ud af VM i 2006, uden der var scoret et eneste mål mod holdet. Efter to 2-0 sejre over henholdsvis Togo og Sydkorea, samt et 0-0 opgør mod Frankrig gik holde til 1/8-finalen som gruppevindere. Her sluttede kampen mod Ukraine 0-0, inden Schweiz blev elimineret efter straffesparkskonkurrence.
Ved EM i 2008 var Schweiz for anden gang værter for en slutrunde, da landet sammen med Østrig lagde græs til turneringen. Schweiz måtte dog skuffende se sig slået ud i indledende runde, efter nederlag til Tjekkiet og Tyrkiet, samt en sejr over Portugal. Ved VM i 2010 lykkedes det sensationelt Schweiz at besejre de senere verdensmestre fra Spanien 1-0 på et mål af Blaise Nkufo i de to landes første kamp, men schweizerne måtte alligevel forlade turneringen efter gruppespillet.

## Turneringsoversigt

### Europamesterskaberne
| År   | Værtsland              | Schweiz' placering |
| ---- | ---------------------- | ------------------ |
| 1960 | Frankrig               | Ikke kvalificeret  |
| 1964 | Spanien                | Ikke kvalificeret  |
| 1968 | Italien                | Ikke kvalificeret  |
| 1972 | Belgien                | Ikke kvalificeret  |
| 1976 | Jugoslavien            | Ikke kvalificeret  |
| 1980 | Italien                | Ikke kvalificeret  |
| 1984 | Frankrig               | Ikke kvalificeret  |
| 1988 | Vesttyskland           | Ikke kvalificeret  |
| 1992 | Sverige                | Ikke kvalificeret  |
| 1996 | England                | Indledende runde   |
| 2000 | Belgien & Holland      | Ikke kvalificeret  |
| 2004 | Portugal               | Indledende runde   |
| 2008 | Østrig & Schweiz       | Indledende runde   |
| 2012 | Polen & Ukraine        | Ikke kvalificeret  |
| 2016 | Frankrig               | Ottendedelsfinaler |
| 2020 | (Flere lande i Europa) | Kvartfinaler       |
| 2024 | 🇩🇪Germany              | Kvartfinaler       |

### Verdensmesterskaberne
| År   | Værtsland        | Schweiz' placering |
| ---- | ---------------- | ------------------ |
| 1930 | Uruguay          | Deltog ikke        |
| 1934 | Italien          | Kvartfinale        |
| 1938 | Frankrig         | Kvartfinale        |
| 1950 | Brasilien        | Indledende runde   |
| 1954 | Schweiz          | Kvartfinale        |
| 1958 | Sverige          | Ikke kvalificeret  |
| 1962 | Chile            | Indledende runde   |
| 1966 | England          | Indledende runde   |
| 1970 | Mexico           | Ikke kvalificeret  |
| 1974 | Vesttyskland     | Ikke kvalificeret  |
| 1978 | Argentina        | Ikke kvalificeret  |
| 1982 | Spanien          | Ikke kvalificeret  |
| 1986 | Mexico           | Ikke kvalificeret  |
| 1990 | Italien          | Ikke kvalificeret  |
| 1994 | USA              | 1/8-finale         |
| 1998 | Frankrig         | Ikke kvalificeret  |
| 2002 | Sydkorea & Japan | Ikke kvalificeret  |
| 2006 | Tyskland         | 1/8-finale         |
| 2010 | Sydafrika        | Indledende runde   |
| 2014 | Brasilien        | 1/8-finale         |
| 2018 | Rusland          | 1/8-finale         |
| 2022 | 🇧🇭Qatar          | 1/8-finale         |

### Olympiske lege
| År   | Værtsby                | Schweiz' placering     |
| ---- | ---------------------- | ---------------------- |
| 1896 | Athen, Grækenland      | Var ikke på programmet |
| 1900 | St. Louis, USA         | Ikke kvalificeret      |
| 1904 | Paris, Frankrig        | Ikke kvalificeret      |
| 1906 | Athen, Grækenland      | Ikke kvalificeret      |
| 1908 | London, Storbritannien | Ikke kvalificeret      |
| 1912 | Stockholm, Sverige     | Ikke kvalificeret      |
| 1920 | Antwerpen, Belgien     | Ikke kvalificeret      |
| 1924 | Paris, Frankrig        | Sølv                   |
| 1928 | Amsterdam, Holland     | Indledende runde       |
| 1932 | Los Angeles, USA       | Var ikke på programmet |
| 1936 | Berlin, Tyskland       | Ikke kvalificeret      |
| 1948 | London, Storbritannien | Ikke kvalificeret      |
| 1952 | Helsinki, Finland      | Ikke kvalificeret      |
| 1956 | Melbourne, Australien  | Ikke kvalificeret      |
| 1960 | Rom, Italien           | Ikke kvalificeret      |
| 1964 | Tokyo, Japan           | Ikke kvalificeret      |
| 1968 | Mexico City, Mexico    | Ikke kvalificeret      |
| 1972 | München, Vesttyskland  | Ikke kvalificeret      |
| 1976 | Montreal, Canada       | Ikke kvalificeret      |
| 1980 | Moskva, Sovjetunionen  | Ikke kvalificeret      |
| 1984 | Los Angeles, USA       | Ikke kvalificeret      |
| 1988 | Seoul, Sydkorea        | Ikke kvalificeret      |
| 1992 | Barcelona, Spanien     | Ikke kvalificeret      |
| 1996 | Atlanta, USA           | Ikke kvalificeret      |
| 2000 | Sydney, Australien     | Ikke kvalificeret      |
| 2004 | Athen, Grækenland      | Ikke kvalificeret      |
| 2008 | Beijing, Kina          | Ikke kvalificeret      |
| 2012 | 🏴󠁧󠁢󠁥󠁮󠁧󠁿London, England      | Gruppespil             |
| 2016 | 🇧🇷 Rio, Brasilien      | Ikke kvalificeret      |
| 2020 | 🇯🇵Tokyo, Japan         | Ikke kvalificeret      |
| 2024 | 🇫🇷Paris, Frankrig      | Ikke kvalificeret      |
|      |                        |                        |

### FIFA Confederations Cup
| År   | Værtsland        | Schweiz' placering |
| ---- | ---------------- | ------------------ |
| 1992 | Saudi-Arabien    | Ikke kvalificeret  |
| 1995 | Saudi-Arabien    | Ikke kvalificeret  |
| 1997 | Saudi-Arabien    | Ikke kvalificeret  |
| 1999 | Mexico           | Ikke kvalificeret  |
| 2001 | Sydkorea & Japan | Ikke kvalificeret  |
| 2003 | Frankrig         | Ikke kvalificeret  |
| 2005 | Tyskland         | Ikke kvalificeret  |
| 2009 | Sydafrika        | Ikke kvalificeret  |

## Aktuel trup
Følgende spillere er blevet indkaldt til truppen til Europamesterskabet i fodbold 2020.

Antal kampe og mål er opdateret den 20. juni 2021 efter kampen mod Tyrkiet.